# 立方图

彼得森图是立方图

完全二分图 是立方二分图

在图论中，若一个图的每个顶点度数均为三，则称其为立方图（Cubic graph）、3-正则图或三次图。
彼得森图、汤玛森图等都是立方图。

## 对称性
1932年，Ronald M. Foster首先寻找立方对称图的例子，并收集为Foster census。许多著名的图都是立方对称图，如汤玛森图、彼得森图等。威廉·湯瑪斯·圖特用满足下列性质的最大整数s来对立方对称图进行分类：图的自同构群在其所有长度为s的路径（其中不能有重复的边）组成的集合上作用是传递的。他证明了s最大只能取5，也即s的可能值是1到5。

## 图着色与独立集
根据布鲁克定理，除了K4以外的任何连通立方图都可以用至多三种颜色染色。也即，这样的连通立方图至少存在一个包含n/3个顶点的独立集，其中n是该图的顶点数。
根据Vizing定理，任一立方图的边色数只能为三或四。3-边着色又称Tait-着色，Tait-着色方式将边集分割为三个完美匹配。根据Kőnig's_theorem每个二分立方图都有一个Tait-着色。

## 哈密顿回路
关于立方图是否具有哈密顿回路有许多研究。1880年，P.G. Tait猜想任一立方多面体图都有哈密顿回路。1946年，威廉·湯瑪斯·圖特提出了Tait猜想的反例，有46个点的图特图。1971年，图特猜想所有的二分立方图都有哈密顿回路。然而Joseph Horton提出了图特猜想的反例，有96个点的Horton图。在这之后，Mark Ellingham又提出了两个反例：Ellingham–Horton图。Barnette猜想（目前仍是猜想）将Tait猜想与图特猜想结合起来，称任一二分立方多面体图都有哈密顿回路。当一个立方图有哈密顿回路时，可以使用LCF表示法简洁地表示。
如果从所有{\displaystyle n}阶立方图中随机选取一个，那么它有相当大概率有哈密顿回路：当{\displaystyle n}趋近于无穷时，这个概率趋近于1。
David Eppstein猜想任一{\displaystyle n}阶立方图最多有{\displaystyle 2^{n/3}}（约等于{\displaystyle 1.260^{n}}）条不同的哈密顿回路，且给出了极限情况下的例子。目前为止，得到证明的最佳估计为{\displaystyle O({1.276}^{n})}。

## 外部連結
- Royle, Gordon. . （原始内容存档于2011-10-23）.
- 埃里克·韦斯坦因. . MathWorld.
- 埃里克·韦斯坦因. . MathWorld.